# 建築計画学
建築計画学（けんちくけいかくがく）とは、建築学の一分野であり、人間の行動や心理に適した建物を計画するための研究とその応用のことをいう。

## 概要
建築計画学は、環境（空間）に存在する人間（集団）の視点 (people in place) から「建築」空間をいかに「計画」･設計するかを論じる (human-centered design) 学問、すなわち、人間（集団）の行為･行動面からの要求と、空間（環境）性能との関係の調整･創造を設計（デザイン)と捉え、それらの対応関係を明らかにしようとする学問と考えられる。一方、工学としての建築計画学を捉える場合、学問知識の体系として、対象に対する知識 (domain ontology) と方法に関する知識 (task ontology) とが考えられる。すなわち、住宅、集合住宅、福祉施設、病院、学校、劇場･ホール、図書館、地域施設、事務所、庁舎…等の対象とする施設に関する知識としての建築計画学と、設計･デザインをどのように進めればよいかを扱う設計方法論とを考えることができる。
その発祥は20世紀の日本であり、吉武泰水によって確立された。病院・学校・集合住宅・劇場など、大規模で公共性の高い建築物の設計には特に建築計画学的な手法が必要となる。
心理学・数理手法・環境工学・人間工学などとの親和性が高い学問分野であり、行動調査などのフィールドワークやコンピュータによるシミュレーションを用いて、人間行動に即した建築物を計画する。また、歴史的な集落における住まい方なども研究対象となる。

## 研究と応用の例
実際の建築設計では、以下のような計画を行う。建築計画学の応用として代表的なものを挙げる。
規模計画建築物の規模を計画することであり、ここでいう「規模」とは、備品や部屋などの個数のことをさす。例えば、待ちが発生しにくいように手洗いの個数・昇降機の運行などを決定する。手法として、古典的な待ち行列理論、乱数を用いたモンテカルロシミュレーション、吉武泰水の提唱したあふれ率法などがある。
寸法計画建築物に含まれる部屋や備品の物理的な大きさを計画することである。人体の寸法や動き、および空間のもたらす心理的な影響を研究した成果が寸法計画につながる。規格化された家具・などについてもこの成果が生かされる。
動線計画建築物の中を利用者や備品が移動する経路を動線という。平面計画の工夫によって動線の長短、わかりやすさ(迷いにくさ)が決定される。

## 歴史
建築計画を明確に論じた最初の論文は、建築家下田菊太郎の『建築計画論』(1889年)である。この論文自体は、建築計画行為において配慮すべき点を簡潔にまとめたものであり、各論に踏み込んだものではなかったが、その後、科学的手法をも採り入れつつ建築計画学は発展した。
大正期になると、日本の建築学全般において科学的な設計・研究プロセスが積極的に導入されることとなる。その時期から、人体寸法や室内環境についての研究が蓄積されていく。
昭和初期になると、西山夘三が庶民住宅を対象とした綿密な調査を始める。西山は、住宅の間取りと居住者の生活の関係を調査していった。こうして、科学的分析と、実地での利用実態調査や人間心理への洞察の両面において、建築計画学の地盤は整った。
第二次世界大戦後に建築計画学の発展に大きく貢献したのは吉武泰水である。吉武は、西山の庶民住宅調査を発展させ、人間生活と空間の関係の調査を応用につなげていった。集合住宅・病院・学校などの公共性の高い建築物を研究対象とし、定量的方法論を確立する。
コンピュータの登場は建築計画学に大きく寄与した。利用者の要求と行動を確率論的モデルとしてシミュレーションするのに、コンピュータは不可欠な道具である。さらに近年では、心理学・人間工学との連携も強まってきている。

## 建築計画上の概念
パーソナルスペース (personal space)人間個人の心理に依存した、自己に付随する部分として認識される空間である。パーソナルスペースは性別・年齢・個人的経験に左右され、他者との親密さ、よそよそしさ、近づきすぎによる危機感や焦燥感の認識を決定する。また、パーソナルスペースは同じ人でも姿勢により異なる。例えば、立った状態での目の前のパーソナルスペースと、仰向けに寝た場合のそれとでは、後者のほうが大きくなる。つまり、座って会話するときに他者を「近い」と感じる距離と、寝ている時に覗き込んでくる他者を「近い」と感じる距離は異なるということである。
動線「動線」の項を参照。
単位空間一定の行為動作を行うための標準的な空間であり、寸法計画の指標となるものである。例えば「一人用の洋式トイレブース」「利用者と介助者で用いる脱衣スペース」といった単位がある。身体寸法・動作範囲の測定や、既存の建築物内での調査などの蓄積から、さまざまな利用者属性・行為の種類に応じた単位空間がデータ化されてきている。単位空間は、建築設計における寸法・配置の検討のさいにプロトタイプとして組み合わせて利用される。

## 著名な研究者
- 西山夘三 - 「すまい・まちづくり」の研究に成果を残す。住居から都市計画まで幅広い研究により、建築計画学の先駆となる。
- 吉武泰水 - 学問分野としての建築計画学を確立した。
- 鈴木成文 - 住居学に多くの成果がある。公団住宅51C型（2DK）の考案者である。
- 高橋鷹志 - 建築計画に心理学を大きく取り入れた。構成員の多くが建築学と心理学とで占められる人間・環境学会（MERA）の設立に大きく貢献した。
- 原広司 - 世界各地の集落を調査し、集落論を纏める。
- 小野田泰明 - 計画者として、せんだいメディアテーク、横須賀美術館に関わる。著書に「プレ・デザインの思想」